# Сіпарая золотогорла

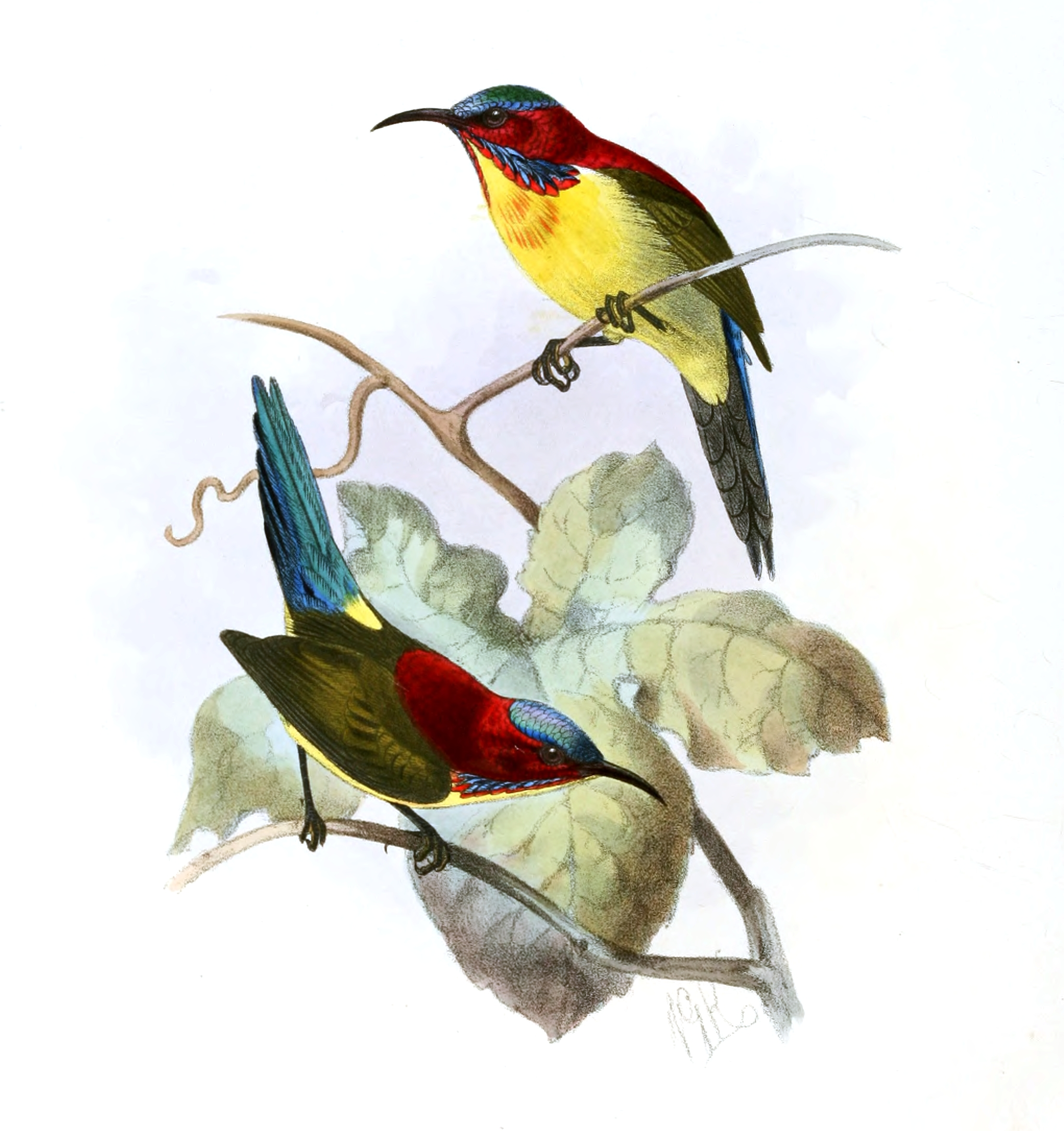
Золотогорлі сіпараї (самець і самиця

Сіпарая золотогорла (Aethopyga shelleyi) — вид горобцеподібних птахів родини нектаркових (Nectariniidae). Ендемік Філіппін. Вид названий на честь британського орнітолога Джорджа Ернеста Шеллі.

## Поширення й екологія
Золотогорлі сіпараї мешкають на островах Балабак, Бусуанга, Куліон і Палаван. Живуть у вологих тропічних гірських і рівнинних лісах, на галявинах і узліссях, в заростях чагарників на висоті до 2000 м над рівнем моря.